# Nawiedzenie (obraz El Greca)
Nawiedzenie – obraz greckiego malarza El Greca stworzony w latach 1610–1614.
Obraz został namalowany przez artystę w Toledo. Obecnie znajduje się w zbiorach Dumbarton Oaks Research Library and Collection w Dumbarton Oaks w Waszyngtonie.

## Historia i opis
Isabel de Oballe ufundowała w Toledo w Kościele św. Wincentego kaplicę dedykowaną św. Elżbiecie. Ostatecznie dzieło trafiło do Kościoła Świętej Klary w Ciudad Real. Obraz przedstawia znaną z Nowego Testamentu scenę spotkania Maryi i Elżbiety w En Kerem. Kobiety zostały uchwycone przed monumentalnymi manierystycznymi drzwiami. Ciemne chmury po prawej stronie mogą być zapowiedzią męczeństwa ich synów: Jezus zostanie ukrzyżowany, Jan Chrzciciel zaś ścięty. Mocne machnięcia pędzlem przywodzą na myśl tradycyjny kanon szkoły weneckiej. Delikatności całej kompozycji dodaje dobór tonacji kolorystycznych.
Obraz zakupili dla swojej kolekcji w 1930 Mildred i Robert Woods Bliss, właściciele Dumbarton Oaks.